# Agave obscura
Agave obscura är en sparrisväxtart som beskrevs av Christian Julius Wilhelm Schiede och Diederich Franz Leonhard von Schlechtendal. Agave obscura ingår i släktet Agave och familjen sparrisväxter. Inga underarter finns listade i Catalogue of Life.

## Bildgalleri

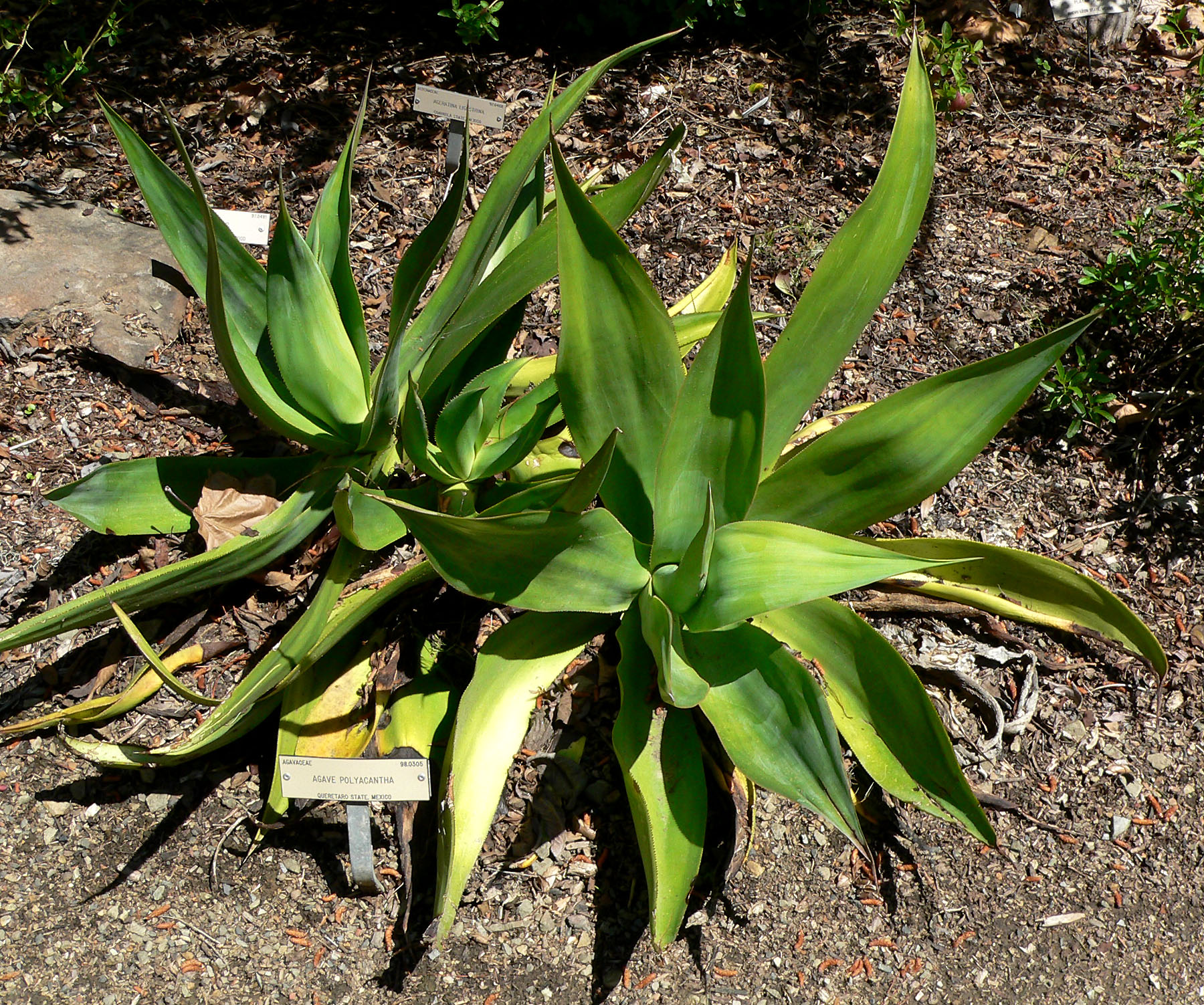
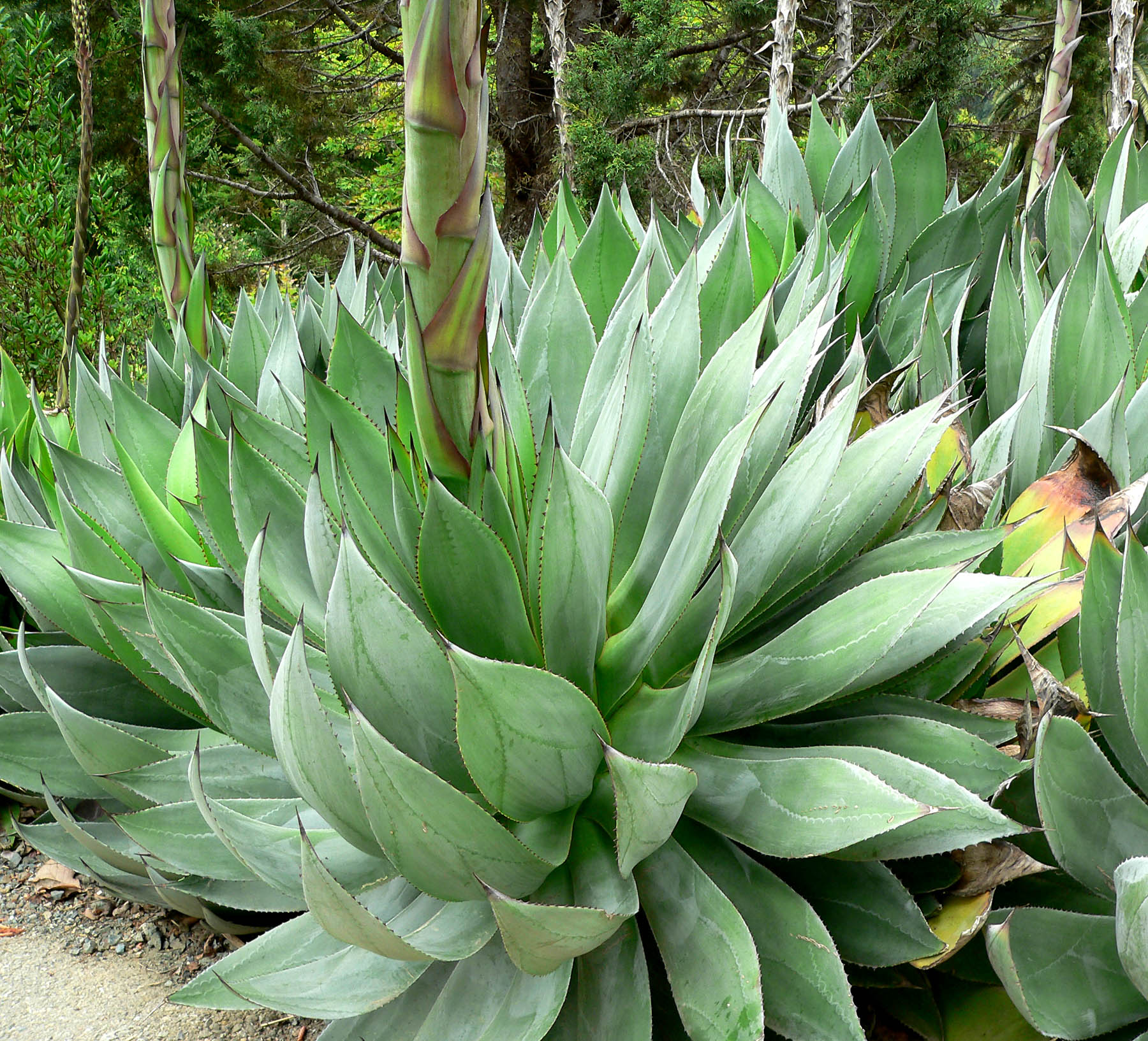
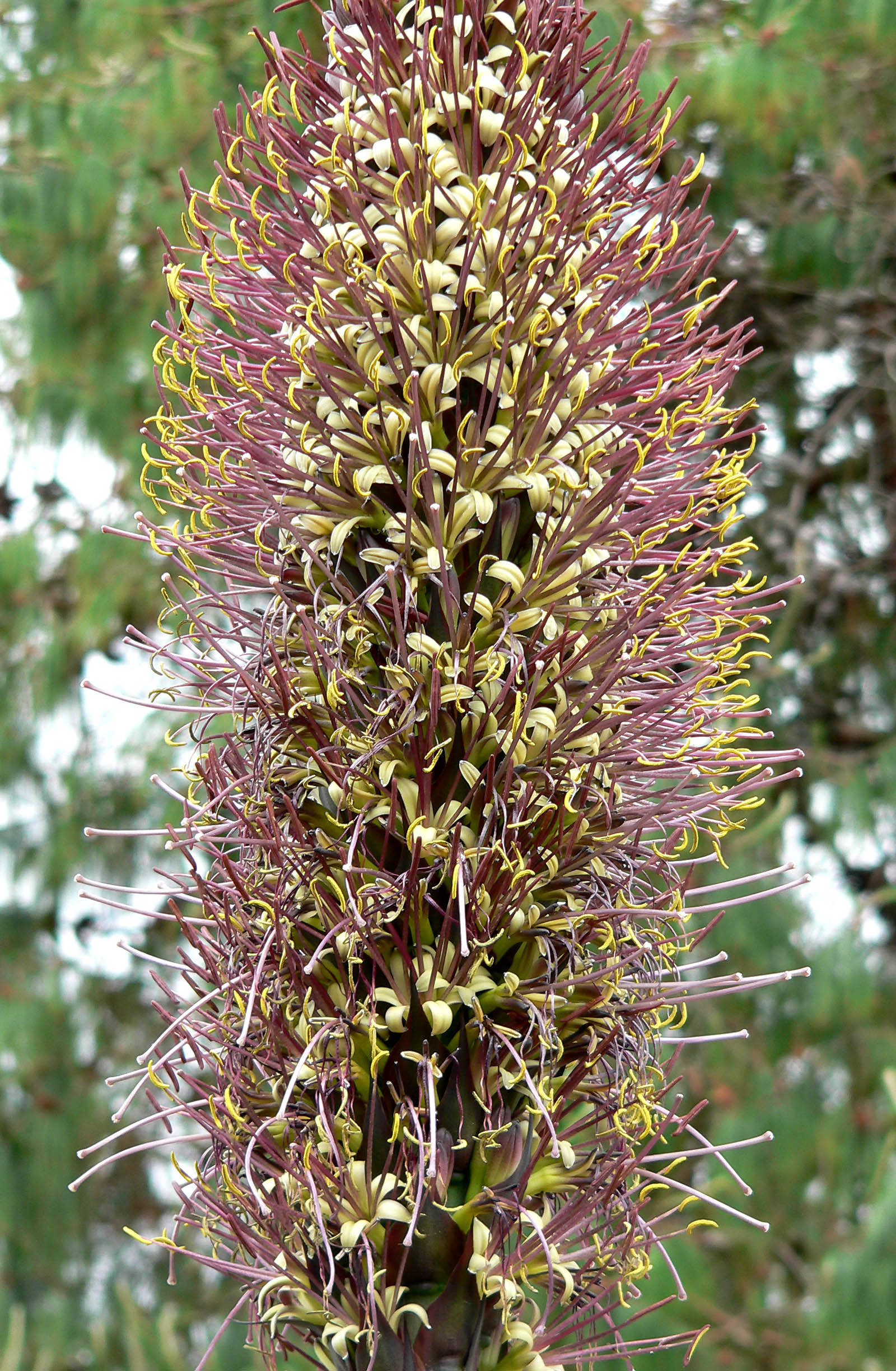